# 托馬斯·克洛馬
托馬斯·克洛馬（1904年9月18日—1996年9月18日），菲律賓律師、商人。他最出名的事蹟是在南沙群島建立自己的私人國家——自由地。
克洛馬出生在保和省邦勞自治市。父母分別是Ciriaco Cloma y Arbotante和Irenea Arbolente y Bongay，都是邦勞島的原住居民。
克洛馬擁有一支漁船隊，並且是一家名叫「菲律賓海事學院」的私立海事訓練學院的主人，渴望開一家罐頭食品廠，並開發南沙群島埋藏的海鳥糞。這主要出於經濟原因，所以他「發現」了南沙群島的一些島嶼並宣稱擁有它們。
1947年，克洛馬宣稱「發現」了南沙群島中的一些島嶼。不過早在1935年，中華民國的地圖上便標有南中國海132個島嶼的中英文名。1950年，菲律賓總統埃尔皮迪奥·基里诺宣稱「既然中國擁有南沙群島，菲律賓不會對其宣稱施加壓力。」
1956年5月11日，克洛馬與40人一起正式佔有了這些位於巴拉望省最南端以西380英里（612公里）的島嶼，並將其命名為「自由地」。15日，克洛馬發佈「告全世界」並郵寄副本，以顯示其堅定宣稱佔有此土地。31日，他宣稱建立「自由地的自由領地」（Free Territory of Freedomland），十天以後他寄出第二份表述給菲律賓外交部長，告訴後者此地已被命名為「自由地」（Freedomland）。
1956年6月底，克洛馬偷竊了太平島的中華民國國旗。7月6日，向全世界宣稱他建立了一個分離政權，首都位於費信島。7月7日，在中華民國表示抗議之後，克洛馬將偷竊的國旗交給馬尼拉的中華民國大使館，並正式道歉。10月2日，他給中華民國寫信，確保他不會對中華民國水域進行更深入的航行或登陸。
1972年，克洛馬被菲律賓總統費迪南德·馬可仕投入監獄關押四個月，理由是「冒充軍官，自稱上將」。1974年8月，克洛馬將國家的名字從自由地改為科洛尼亞，同時卸去國家元首職務，交給John de Mariveles。
1974年12月，克洛馬被捕，並被強迫簽訂將其領地以一披索的價格賣給菲律賓的文件。菲律賓根據該文件宣稱對這些土地擁有主權。然而事實上自1974年8月開始，克洛馬便不再擁有這些土地。
1978年，菲律賓總統簽署了第1596號總統令，將南沙群島大部份包括在內。
1996年9月18日，克洛馬病逝於馬尼拉。葬於馬尼拉北部公墓。